# Liste der Monuments historiques in Gemeaux
Die Liste der Monuments historiques in Gemeaux führt die Monuments historiques in der französischen Gemeinde Gemeaux auf.

## Liste der Immobilien
| Bezeichnung                    | Beschreibung | Standort                        | Kennzeichnung | Schutzstatus | Datum | Bild           |
| ------------------------------ | --- | ------------------------------- | ------------- | ------------ | ----- | -------------- |
| Château de Gemeaux             | Schloss des späten 17. Jahrhunderts, am Platz einer Burg des 12. Jahrhunderts, in der ersten Hälfte des 18. Jahrhunderts umgebaut, Architekt Edme Verniquet | 6 rue du Jardin Savetier (Lage) | PA00112748    | Inscrit      | 1989  | weitere Bilder |
| Kirche Assomption-de-la-Vierge | ab dem 13. Jahrhundert | Rue Gemelot (Lage)              | PA00112474    | Inscrit      | 1925  | weitere Bilder |

## Liste der Objekte
| Bezeichnung                                                           | Beschreibung                                                  | Standort                                     | Kennzeichnung | Schutzstatus | Datum | Bild |
| --------------------------------------------------------------------- | ------------------------------------------------------------- | -------------------------------------------- | ------------- | ------------ | ----- | ---- |
| Gemälde Heiliger Nikolaus, heiliger Augustinus und heiliger Dionysius | Ölfarbe auf Eichenholz, bezeichnet 1752                       | in der Kirche Assomption-de-la-Vierge (Lage) | PM21005036    | Inscrit      | 2013  |      |
| Vier Reliquienbüsten                                                  | Holz und Stuck, farbig gefasst und vergoldet, 18. Jahrhundert | in der Kirche Assomption-de-la-Vierge (Lage) | PM21005037    | Inscrit      | 2013  |      |
| Feldschlange                                                          | Metall, 16. Jahrhundert                                       | in der Mairie (Lage)                         | PM21005160    | Inscrit      | 2017  |      |